# 王维山
王维山（1950年—），河北武安人，汉族，中华人民共和国政治人物、第十一届全国人民代表大会解放军代表。
毕业于华中科技大学语言及应用语言学专业，是中共党员。担任空降15军军长。2008年起担任全国人大代表。